# Krč (Czechy)
Krč – część Pragi. W 2006 zamieszkiwało ją 27 264 mieszkańców.